# Classificazione decimale Dewey

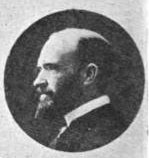
Melvil Dewey

La classificazione decimale Dewey (anche DDC, sigla di Dewey Decimal Classification) è uno schema di classificazione bibliografica per argomenti organizzati gerarchicamente, ideato dal bibliotecario statunitense Melvil Dewey (1851-1931). Dalla prima redazione, apparsa nel 1876, è stato modificato e accresciuto, con ventitré revisioni principali, l'ultima delle quali pubblicata nel 2011. È diffuso nelle biblioteche di tutto il mondo. La caratteristica principale del sistema è di suddividere il sapere in dieci grandi classi (numerate da 0 a 9), con la possibilità di aggiungere nuove classi o di espandere quelle esistenti in maniera praticamente illimitata.

## Primo livello: le classi fondamentali Dewey
- 000-099 Generalità, Informatica e Informazione
- 100-199 Filosofia e Psicologia
- 200-299 Religione
- 300-399 Scienze Sociali
- 400-499 Linguaggio
- 500-599 Scienze Naturali
- 600-699 Tecnologia e scienze applicate
- 700-799 Arti
- 800-899 Letteratura e Retorica
- 900-999 Geografia e Storia.

## Secondo livello: le divisioni
Ogni classe è suddivisa in dieci divisioni. Per ordinare una biblioteca di piccole dimensioni è sufficiente l'utilizzo dei due primi livelli (classi e divisioni):

### 000 - Informatica, scienze dell'informazione, opere generali
- 010 Bibliografia
- 020 Biblioteconomia e scienza dell'informazione
- 030 Enciclopedie
- 040 Pubblicazioni Miscellanee
- 050 Periodici Generali
- 060 Accademie e Istituti culturali, Fondazioni, Congressi
- 070 Giornalismo, editoria, giornali
- 080 Poligrafia, miscellanee generali
- 090 Manoscritti e libri rari

### 100 - Filosofia e discipline connesse
- 110 Metafisica (filosofia speculativa)
- 120 Epistemologia, causalità, genere umano
- 130 Fenomeni e tecniche paranormali
- 140 Specifiche posizioni filosofiche
- 150 Psicologia
- 160 Logica
- 170 Etica (filosofia morale)
- 180 Filosofia antica, medievale, orientale
- 190 Filosofia occidentale moderna

### 200 - Religione
- 210 Religione naturale
- 220 Bibbia
- 230 Teologia cristiana, teologia dottrinale cristiana
- 240 Teologia morale e devozionale cristiana
- 250 Chiesa cristiana e comunità. Ordini religiosi cristiani
- 260 Teologia cristiana sociale ed ecclesiastica
- 270 Storia e geografia della chiesa cristiana organizzata
- 280 Confessioni e sette della Chiesa cristiana
- 290 Altre religioni e religione comparata

### 300 - Scienze sociali
- 300 Opere di carattere generale e Sociologia
- 310 Statistica
- 320 Scienze politiche
- 330 Scienze economiche
- 340 Diritto
- 350 Amministrazione pubblica e scienze militari
- 360 Assistenza sociale, sicurezza sociale
- 370 Educazione
- 380 Commercio, comunicazioni, trasporti
- 390 Usi e costumi, etichetta, folclore

### 400 - Linguistica
- 410 Linguistica
- 420 Lingue inglese e anglosassone
- 430 Lingue germaniche. Tedesco
- 440 Lingue romanze. Francese
- 450 Lingue italiana, rumena e affini
- 460 Lingue spagnola e portoghese
- 470 Lingue italiche. Latino
- 480 Lingue elleniche. Greco classico
- 490 Altre lingue

### 500 - Scienze pure
- 510 Matematica
- 520 Astronomia e scienze connesse
- 530 Fisica
- 540 Chimica e scienze connesse
- 550 Scienze della terra e di altri mondi
- 560 Paleontologia. Paleozoologia
- 570 Scienze della vita
- 580 Scienze botaniche
- 590 Scienze zoologiche

### 600 - Tecnologia (Scienze applicate)
- 610 Medicina e salute
- 620 Ingegneria e attività affini
- 630 Agricoltura e tecniche connesse
- 640 Gestione della casa e della famiglia
- 650 Direzione aziendale e servizi ausiliari
- 660 Tecnologie chimiche e affini
- 670 Manifatture
- 680 Manifattura di prodotti per usi specifici
- 690 Edilizia

### 700 - Arti, belle arti e arti decorative
- 710 Urbanistica e arte del paesaggio
- 720 Architettura
- 730 Arti plastiche, scultura
- 740 Disegno, arti decorative e arti minori
- 750 Pittura e pitture
- 760 Arti grafiche, tecniche di impressione e stampe
- 770 Fotografia
- 780 Musica
- 790 Arti ricreative e dello spettacolo

### 800 - Letteratura
- 810 Letteratura americana in lingua inglese
- 820 Letteratura in lingua inglese e anglosassone
- 830 Letterature nelle lingue germaniche. Letteratura tedesca
- 840 Letterature nelle lingue romanze. Letteratura francese
- 850 Letterature in lingua italiana, rumena e affini
- 860 Letterature in lingua spagnola e portoghese
- 870 Letterature nelle lingue italiche. Letteratura latina
- 880 Letterature nelle lingue elleniche. Letteratura greca classica
- 890 Letterature in altre lingue

### 900 - Geografia, storia e discipline ausiliarie
- 910 Geografia generale, viaggi
- 920 Biografie generali, genealogia, araldica
- 930 Storia generale del mondo antico
- 940 Storia generale dell'Europa
- 950 Storia generale dell'Asia
- 960 Storia generale dell'Africa
- 970 Storia dell'America settentrionale
- 980 Storia generale dell'America meridionale
- 990 Storia generale di altre parti del mondo e di mondi extraterrestri

## Il terzo livello di classificazione: le sezioni
Ogni divisione è suddivisa in massimo dieci sezioni. Usando propriamente tutti e tre i livelli di classificazioni è possibile gestire in modo ordinato vasti patrimoni bibliografici.

### 000 - Generalità
- 000 Generalità
- 001 Conoscenza
- 002 Il Libro
- 003 Sistemi
- 004 Elaborazione dei dati scienza degli elaboratori informatica
- 005 Elaborazione dei dati. Programmazione, Programmi, Dati
- 006 Metodi speciali di elaborazione
- 007 Ricerche. Metodo

### 010 - Bibliografia
- 010 Bibliografia
- 011 Bibliografie generali
- 012 Bibliografie personali
- 013 Bibliografie e cataloghi di opere di specifiche categorie di autori
- 014 Bibliografie e cataloghi di opere anonime e pseudonime
- 015 Bibliografie nazionali
- 016 Bibliografie speciali
- 017 Cataloghi per materia
- 018 Cataloghi per autori, cronologici, per numero d'inventario

### 020 - Biblioteconomia e scienza dell'informazione
- 020 Biblioteconomia tecniche della documentazione
- 021 Bibliografie generali
- 023 Personale delle biblioteche
- 025 Attività delle biblioteche
- 026 Biblioteche, archivi, centri d'informazione dedicati a discipline e soggetti specifici
- 027 Biblioteche generali biblioteche pubbliche
- 028 Lettura e uso di altri media
- 029 Metodologia del lavoro intellettuale

### 030 - Enciclopedie
- 030 Enciclopedie
- 031 Enciclopedie generali americane
- 032 Enciclopedie generali in inglese
- 035 Enciclopedie italiane

### 040 - Pubblicazioni Miscellanee
- 040 Pubblicazioni Miscellanee

### 050 - Periodici Generali
- 050 Periodici generali
- 051 Pubblicazioni generali in serie americane in inglese
- 052 Pubblicazioni generali in serie in inglese
- 053 Pubblicazioni generali in serie e loro indici in altre lingue germaniche
- 054 Pubblicazioni generali in serie in francese, in provenzale, in catalano
- 055 Pubblicazioni generali in serie in italiano, in romeno, in lingue ladine

### 060 - Accademie e Istituti culturali Fondazioni Congressi
- 060 Accademie e istituti culturali fondazioni congressi
- 065 Attività delle biblioteche
- 069 Metodologia del lavoro intellettuale

### 070 - Giornalismo, editoria, giornali
- 070 Giornalismo giornali editoria
- 074 Giornali e giornalismo in Francia e nel Principato di Monaco
- 075 Giornali e giornalismo in Italia e in alcuni territori limitrofi
- 076 Giornalismo e giornali nella Penisola Iberica e isole adiacenti in Spagna
- 079 Giornali e giornalismo in altre aree geografiche

### 080 - Poligrafia miscellanee generali
- 080 Poligrafia miscellanee generali
- 081 Raccolte generali americane in inglese
- 082 Raccolte generali in inglese
- 083 Raccolte generali in altre lingue germaniche
- 084 Raccolte generali in francese, in provenzale, in catalano
- 085 Raccolte generali in italiano, in romeno, nelle lingue ladine
- 089 Raccolte generali in altre lingue

### 090 - Manoscritti e libri rari
- 090 Manoscritti e libri rari
- 091 Manoscritti
- 092 Libri silografici
- 093 Incunabuli
- 094 Libri a stampa
- 095 Libri notevoli per la legatura
- 096 Miniature, libri figurati
- 097 Libri rilevanti per la proprietà o l'origine
- 098 Classi speciali di libri (erotici, proibiti, ...)
- 099 Libri notevoli per il formato

## Funzionamento
La chiave di volta del sistema è l'impiego dei decimali che permette di tradurre esclusivamente in cifre le informazioni. Vi è anche la possibilità di realizzare una classificazione su più fronti (faceted classification), combinando elementi da parti diverse della struttura e costruendo un codice numerico che rappresenta nell'insieme il contenuto (a sua volta ottenuto combinando l'argomento con gli elementi geografici e temporali) e la forma del testo stesso. 
Ogni cifra è portatrice di un significato completo in sé (indica una categoria-insieme), che viene maggiormente precisato dall'aggiunta delle cifre successive (sottocategorie-sottoinsiemi). Non sono previste meno di tre cifre: se si intende dare indicazione solo dell'insieme maggiore, si utilizza la prima seguita da due zeri. 
Ad esempio, in biblioteca un libro che riporta il numero 513 è un testo scientifico (5) che si occupa di matematica (1) e in particolare di aritmetica (3). Il libro potrebbe portare anche solo il numero 500, ma in questo caso sapremmo soltanto che è un testo scientifico e niente di più.
Il tipo di classificazione, ad esclusione delle opere generali e della narrativa, è basato principalmente sull'argomento, con estensioni per le correlazioni, luoghi, tempo, tipo di opera, dando così luogo a classificazioni di lunghezza indeterminata (fermo restando che il primo gruppo deve essere completo), con un punto ogni tre cifre. Per esempio 330 indica l'economia + 94 per l'Europa = 330.94 Economia europea; 973 per gli Stati Uniti + 005 che contraddistingue i periodici = 973.005, pubblicazioni periodiche in genere relative agli Stati Uniti; le classificazioni devono essere lette e ordinate come numeri: 050, 220, 330.973, 331 e così via.

## Criticità
La classificazione Dewey ha degli squilibri di ordine geografico, dovuti alle origini ottocentesche: Il solo Nord Africa, per esempio, ha a disposizione l'intervallo 961-965, mentre al resto del continente rimane l'intervallo di 4 cifre 966-969. Inoltre la copertura è largamente sbilanciata verso la religione cristiana a scapito delle altre religioni, dal momento che la prima copre da sola 90 posizioni numeriche, 200-289, mentre a tutte le altre ne rimangono 10 fra 290-299. Versioni recenti permettono di invertire le due posizioni, una possibilità utilizzata prevalentemente nelle biblioteche allestite da gruppi di religione non cristiana, ad esempio ebraiche. 
Molte biblioteche non adottano poi il sistema Dewey per la narrativa, e ricorrono a sezioni separate, quando il numero di questi testi è prevalente all'interno della collezione: seguendo l'ordine Dewey buona parte dei testi sarebbero catalogati con lo stesso numero iniziale che finirebbe per apparire ridondante e non costituirebbe un'informazione rilevante per gli utenti. Tutta la narrativa italiana, ad esempio, dovrebbe essere classificata come 853 (quella contemporanea con 853.914).

## Sviluppi
In Italia la classificazione Dewey è stata adottata dall'Istituto centrale per il catalogo unico delle biblioteche italiane e per le informazioni bibliografiche per la classificazione centralizzata Servizio bibliotecario nazionale (SBN). 
I numeri utilizzati per il sistema di classificazione decimale Dewey hanno costituito la base per il sistema di Classificazione decimale universale, sviluppato da Paul Otlet e Henri La Fontaine, senz'altro più completo ma che è anche molto più difficile da utilizzare e che, tra l'altro, prevede la combinazione del sistema di base Dewey con una punteggiatura predefinita (virgole, punti, parentesi etc.). Nonostante le frequenti revisioni, il sistema Dewey, da un punto di vista teorico, viene giudicato inferiore rispetto ad altri sistemi più moderni che fanno uso dei caratteri alfanumerici, ma la diffusione e l'espressività del formato decimale ne fanno uno strumento molto usato, anche rispetto a sistemi alternativi, anche sviluppati in periodi successivi, come ad esempio la Classificazione della Library of Congress in uso presso la Biblioteca del Congresso negli Stati Uniti d'America.

## Proprietà
L'Online Computer Library Center (OCLC) ha acquisito la proprietà ed i diritti associati alla Classificazione decimale Dewey quando ha acquistato Forest Press nel 1988. OCLC classifica i nuovi libri e mantiene aggiornato il sistema di classificazione.